# Bohusleden
Der Bohusleden ist ein Wanderweg in der schwedischen Region Bohuslän. Er schlängelt sich 340 Kilometer von Lindome bei Göteborg bis Strömstad. Der Wanderweg führt an Kungälv, Romelanda, Grandalen und Svartedalen vorbei. Für Wanderer sind kostenlose Lagerplätze und in regelmäßigen Abständen 36 Schutzhütten, an einer Seite offene Hütten für 2 bis 8 Personen, sogenannte Vindskydd (‚Windschutz‘), entlang des Weges errichtet worden. Der Bohusleden ist mit orangen Wegweisern in beide Richtungen ausgeschildert.

## Etappen
- Etappe 1: Blåvättnerna – Stensjön
- Etappe 2: Stensjön – Skatås
- Etappe 3: Skatås – Kåsjön
- Etappe 4: Kåsjön – Jonsered
- Etappe 5: Jonsered – Angereds kyrka
- Etappe 6: Angereds kyrka – Fontin
- Etappe 7: Fontin – Grandalen
- Etappe 8: Grandalen – Bottenstugan
- Etappe 9: Bottenstugan – Lysevatten
- Etappe 10: Lysevatten – Hasteröd
- Etappe 11: Hasteröd – Vassbovik
- Etappe 12: Vassbovik – Glimmingen
- Etappe 13: Glimmingen – Bovik
- Etappe 14: Bovik – Metsjö
- Etappe 15: Metsjö – Kaserna
- Etappe 16: Kaserna – Harska
- Etappe 17: Harska – Svarteborg
- Etappe 18: Svarteborg – Lunden
- Etappe 19: Lunden – Vaktarekullen
- Etappe 20: Vaktarekullen – Holmen
- Etappe 21: Holmen – Porsås
- Etappe 22: Porsås – Nornäs
- Etappe 23: Nornäs – Vassbotten
- Etappe 24: Vassbotten – Håvedalen
- Etappe 25: Håvedalen – Krokstrand
- Etappe 26: Krokstrand – Högstad
- Etappe 27: Högstad – Strömstad

Zwischen den Etappen 21 und 22 bestehen keine Markierungen, da dort keine Übereinstimmung mit den Landbesitzern gefunden wurde.